# Baard Bastian Larsen Kaalaas
Baard Bastian Larsen Kaalaas (7 de enero de 1851, Hamre, Osterøy - 25 de diciembre de 1918, Christiania) fue un botánico, y briólogo noruego.

## Biografía
Kaalaas trabajó durante varios años como maestro de escuela primaria y más tarde fue profesor en una escuela privada en Christiania. En 1878 comenzó a estudiar musgos, principalmente hepáticas, que comenzó con becas universitarias, y a su propio costo estudió en toda Noruega, particularmente en el oeste de Noruega .
Kaalaas escribió varios tratados sobre la flora de los musgos de Noruega, de los cuales especialmente: Levermossernes udbredelse i Norge ("Nyt Magazin for Naturvidenskap", band 33, 1893) fue fundamental para la comprensión de las hepáticas de Noruega, por la qué incluso fue galardonado con la Medalla de oro del príncipe heredero. Otros escritos a tener en cuenta Beiträge z. Lebermoosflora Norwegens (Kristiania Videnskabsselskabs Skrifter, I 1898), Zur Bryologie Norwegens, I ("Nyt Magazin for Naturvidenskap", band 40, 1902) och Ueber Cephalozia borealis Lindb. (ibidem, band 45, 1907).
- La abreviatura «Kaal.» se emplea para indicar a Baard Bastian Larsen Kaalaas como autoridad en la descripción y clasificación científica de los vegetales.[1]